# Diecezja Wanxian
Diecezja Wanxian (łac. Dioecesis Uanscienensis, chiń. 天主教万县教区) – rzymskokatolicka diecezja ze stolicą w Wanzhou (do 2000 Wanxian), w mieście wydzielonym Chongqing, w Chińskiej Republice Ludowej. Biskupstwo jest sufraganią archidiecezji Chongqing.

## Historia
2 sierpnia 1929 papież Pius XI brewe Aucto Pastorum erygował wikariat apostolski Wanxian. Dotychczas wierni z tych terenów należeli do wikariatu apostolskiego Chongqing (obecnie archidiecezja Chongqing).
W wyniku reorganizacji chińskich struktur kościelnych dokonanych przez Piusa XII 11 kwietnia 1946 wikariat apostolski Wanxian został podniesiony do rangi diecezji.
Z 1950 pochodzą ostatnie pełne, oficjalne kościelne statystyki. Diecezja Wanxian liczyła wtedy:
- 22 649 wiernych (0,5% społeczeństwa)
- 46 kapłanów (wszyscy diecezjalni)
- 17 sióstr i 2 braci zakonnych
- 25 parafii.

Od zwycięstwa komunistów w chińskiej wojnie domowej w 1949 diecezja, podobnie jak cały prześladowany Kościół katolicki w Chinach, nie może normalnie działać. W 1954 bp Matthias Duan Yinming został aresztowany i skazany za przestępstwa kontrrewolucyjne. Kolejne lata spędził w obozach pracy przymusowej na plantacji bawełny i innych przedsiębiorstw państwowych (z krótką przerwą na przełomie 1966 i 1967 zakończoną torturami Czerwonej Gwardii i powrotem do obozu za odmowę zniszczenia figury Matki Bożej). Jednak jako jednemu z nielicznych biskupów wyświęconych przed prześladowaniami udało mu się przeżyć rewolucję kulturalną. Po odwilży, w 1979, władzę umożliwiły mu powrót do posługi biskupiej. Należał do Kościoła otwartego (ugodowego wobec władz państwowych), ale zachował wierność papieżowi. Należał do grona biskupów, którym papież udzielił specjalnych uprawnień umożliwiających wyświęcanie nowych biskupów bez wcześniejszej aprobaty Stolicy Apostolskiej, z których to skorzystał dziesięciokrotnie. W 1998 św. Jan Paweł II zaprosił go do udziału Synodzie Biskupów w Rzymie jednak władze pekińskie nie zgodziły się na wyjazd. Bp Duan Yinming zmarł w 2001 w wieku 92 lat jako ostatni z chińskich biskupów oficjalnie mianowanych przez Piusa XII.

## Ordynariusze

### Wikariusz apostolski
- Francis Xavier Wang Zepu (1929–1946)

### Biskupi
- Francis Xavier Wang Zepu (1946–1947)
- Matthias Duan Yinming (1949–2001)
- Joseph Xu Zhixuan (2001–2008)
- Paul He Zeqing (2008–)